# سعد سلیط
سعد سلیط (انگلیسی: Saad Soleit) بازیکن فوتبال اهل مصر بود.
وی همچنین در تیم ملی فوتبال مصر بازی کرده‌است.